# Mitchell Amundsen
Charles Mitchell Amundsen (* 31. Mai 1958 in San Francisco, Kalifornien) ist ein US-amerikanischer Kameramann.

## Leben
Charles Mitchell Amundsen wuchs in Larkspur auf. Während sein Vater als Versicherungsvertreter und Immobilienmakler arbeitete, wohnten in seiner Nachbarschaft Musikgrößen wie Grateful Dead und Janis Joplin. Während seiner Highschoolzeit begann er mit der Fotografie. Bis 1980 studierte er an der Montana State University – Bozeman. Er verließ die Universität, um für 100 US-Dollar die Woche bei Francis Ford Coppolas Einer mit Herz, Rumble Fish und Die Outsider als Produktionsassistent zu arbeiten. Anschließend arbeitete er sich als Kameraassistent hoch und arbeitete bis 2002 in Filmen wie Pearl Harbor, Fluch der Karibik und Die Bourne Verschwörung mit. Seit seinem Debüt als Kameramann in der Komödie Die Country Bears – Hier tobt der Bär drehte er Actionfilme wie Transformers und Red Dawn und verschiedene Komödien.

## Filmografie (Auswahl)
- 2002: Die Country Bears – Hier tobt der Bär (The Country Bears)
- 2005: Transporter – The Mission (Le Transporteur II)
- 2007: Transformers
- 2008: Wanted
- 2009: G.I. Joe – Geheimauftrag Cobra (G.I. Joe: The Rise of Cobra)
- 2010: Jonah Hex
- 2012: Premium Rush
- 2012: Red Dawn
- 2013: Odd Thomas
- 2013: Die Unfassbaren – Now You See Me (Now You See Me)
- 2016: Ride Along: Next Level Miami (Ride Along 2)
- 2017: CHiPs
- 2017: Bad Moms 2 (A Bad Moms Christmas)
- 2018: The Happytime Murders
- 2021: Nicht schon wieder allein zu Haus (Home Sweet Home Alone)
- 2022: Im Dutzend noch billiger (Cheaper by the Dozen)
- 2023: Renfield